# 富爾頓鎮區 (印地安納州方廷縣)
富爾頓鎮區（英語：Fulton Township）是位於美國印地安納州方廷縣的一個行政鎮區。

## 地方資料
根據2010年美國人口普查的數據，富爾頓鎮區的面積為79.32平方千米，當中陸地面積為78.60平方千米，而水域面積為0.72平方千米。當地共有人口674人，而人口密度為每平方千米8.5人。